# مارغاريتا نيكولايفا
مارغاريتا نيكولايفا (الروسية: Маргарита Николаевна) هي لاعبة جمباز فني روسية ولدت في يوم 23 سبتمبر 1935 في مدينة إيفانوفو في جمهورية روسيا الاتحادية الاشتراكية السوفيتية. أبرز انجازاتها هو فوزها بالميدالية الذهبية في مسابقة الفردي والجماعي في دورة الألعاب الأولمبية الصيفية 1960 في روما. توفيت في يوم 21 ديسمبر 1993 في أوديسا في أوكرانيا.